# 宋林 (1917年)
宋林（1917年3月—2005年5月3日），男，直隶新城人，中华人民共和国政治人物，曾任中共青海省委副书记、副省长，青海省人大常委会主任、党组书记。